# Iodargyrit
Iodyrit hay iodargyrit là dạng khoáng vật tự nhiên của bạc iodide. Nó có độ cứng từ 1,5 đến 2,0.
Có quan hệ với chlorargyrit và bromargyrit. Là khoáng vật thứ sinh gắn với các quặng bạc phong hóa. Nó xuất hiện trong các khoáng sàng giàu bạc cùng với các khoáng vật bạc thứ sinh khác như acanthit, bromargyrit và chlorargyrit, nhưng cũng xuất hiện cùng cerussit và các khoáng vật đồng hành khác như bạc tự nhiên, bismoclit, calcit và limonit.
Iodargyrit được tìm thấy lần đầu tiên năm 1859 trong "mỏ Albarradón" gần Albarradón, Concepción del Oro tại bang Zacatecas (Mexico) và được Alexandre Félix Gustave Achille Leymérie mô tả và đặt tên theo các nguyên tố thành phần tạo ra nó.

## Từ nguyên
Tên gọi iodargyrit lấy theo tên gọi các nguyên tố thành phần của nó là iod (tiếng Hy Lạp iodes - "màu tím") và bạc (tiếng Hy Lạp: argyros, tiếng Latinh: argentum). Trong tiếng Trung nó được gọi là 碘银矿 (điển ngân khoáng).